# Stranvaesia brandisii
Stranvaesia brandisii är en rosväxtart som beskrevs av Otto Stapf. Stranvaesia brandisii ingår i släktet Stranvaesia och familjen rosväxter. Inga underarter finns listade i Catalogue of Life.